# Raunas pagasts
Raunas pagasts er en territorial enhed i Raunas novads i Letland. Pagasten havde 3.039 indbyggere i 2010 og 2603 indbyggere i 2016 og omfatter et areal på 152,40 kvadratkilometer. Hovedbyen i pagasten er Rauna.